# فرانسيس ويليام غالبين
كان فرانسيس ويليام غالبين (بالإنجليزية: Francis William Galpin)‏ (25 دنجبر 1858 – 30 دنجبر 1945) رجل دين ومتخصصا بالأثريات وعالم موسيقى إنجليزيا. يعرف بكونه مجمعا للآلات الموسيقية القديمة.

## حياته
ولد في دورشيستر، دورست، وتلقى تعليمه في كلية شيربورن وكلية الثالوث في جامعة كامبريدج حيث تعلم عزف الأورغن على يد ستيرنديل بينيت. تم تعيينه في كنيسة إنجلترا سنة 1883، وأصبح بعد تخرجه تلك السنة قس رعية قي أبرشية Redenhall with Harleston في نورفك؛ ثم أصبح بعد ذلك قس رعية في كنيسة St Giles in the Fields في لندن.
كان يشغل منصب فيقار الأبرشية المدنية Hatfield Regis في إسكس في عقد 1890، ونظم حفلات موسيقية بآلات موسيقية من مجموعته، مثل آلات الريكوردر والعوديات وآلات serpent وغيرها. ونتيجة لذلك كان فيقار في بلدة Witham وفي أبرشية Faulkbourne بعد ذلك. كما اتخد منصب رئيس في مجتمع إسكس الأثري.
Geneviève Thibault de Chambure هو أحد تلاميذه.
تأسس مجتمع غالبين سنة 1946 لدعم استمرار عمله على الآلات الموسيقية.

## مجموعة
باع غالبين مجموعته المكونة من أكثر من 500 آلة موسيقية عتيقة سنة 1916 لويليام ليندسي، والذي تبرع بها لمتحف الفنون الجميلة في بوسطن تخليدا لذكرى ابنته ليزلي ليندسي ماسون.

## أعمال
كتب غالبين:
- Descriptive Catalogue of the European Instruments in the Modern Museum of Art (سنة 1902)
- The Musical Instruments of the American Indians (سنة 1903)
- Notes on the Roman Hydraulus (سنة 1904)
- The Sackbut (سنة 1907)
- Old English Instruments of Music (سنة 1910)
- A Textbook of European Musical Instruments (سنة 1937)
- The Music of the Sumerians, Babylonians and Assyrians (سنة 1937)

## روابط خارجية
- فرانسيس ويليام غالبين على موقع ميوزك برينز (الإنجليزية)